# 토마스 찬더 (레슬링 선수)
토마스 찬더(독일어: Thomas Zander, 1967년 8월 25일~)는 독일의 전직 레슬링 선수로 1996년 하계 올림픽 남자 자유형 미들급 은메달을 획득했다. 또한 세계 선수권 대회에서 금메달 1개, 은메달 1개, 동메달 2개, 유럽 선수권 대회에서 금메달 4개, 은메달 1개, 동메달 1개를 획득했다.